# Сентенции в четырёх книгах
Сентенции в четырёх книгах или просто Сентенции (лат. Sententiae in quatuor IV libris distinctae) — богословский трактат французского схоласта Петра Ломбардского (ум. 1160). На протяжении нескольких столетий «Сентенции» были основным учебником для изучающих богословие, пока в XVI века не были вытеснены «Суммой теологии» Фомы Аквинского. В силу особого положения «Сентенций» в системе средневекового образования, практически каждый заметный богослов оставил на них комментарии — по состоянию на середину XX века их было известно 1407, больше, чем комментариев для любой другой христианской книги, за исключением Священного писания. Одним из последних значительных комментаторов, использовавших «Сентенции» в учебном процессе, был молодой Мартин Лютер.
«Сентенции» были завершены между 1155 и 1158 годами. К тому времени Пётр уже был известным богословом, которого папа Евгений III пригласил в качестве эксперта на Реймсский собор 1148 года. В прологе Ломбардец обозначил целью своего труда продолжение сбора сентенций, начатого ранними схоластами. Под «сентенциями» понимались «имеющие основания в вечности свидетельства истины» и «примеры учения наших предков». Таким образом, использование данного труда делало излишним обращение к первоисточникам, а энциклопедический принцип распределения материала делал использование учебника крайне удобным. Также заявлялась апологетическая направленность «Сентенций», призванных оказать помощь в борьбе против всех ошибок и ересей. Непосредственными предшественниками и источниками «Сентенций» были De sacramentis christianae fidei Гуго Сен-Викторского (ум. 1141) и Theologia Scholarium и Summa Sententiarum Пьера Абеляра (ум. 1142). Также оказали влияние труды Иво Шартрского (ум. 1115) и Декрет Грациана. Пётр был одним из первых западных богословов, изучивших сочинение византийского Отца церкви Иоанна Дамаскина «Источник знания» в латинском переводе Бургундио Пизанского.
Первые три книги «Сентенций» были посвящены «вещам», таким как Бог, Троица, творение, благодать, грех, воплощение, искупление и добродетель. В четвёртой книге рассматривались «священные знаки», под которыми понимаются таинства. Составленный Ломбардцем перечень из семи таинств (крещение, миропомазание, евхаристия, покаяние, елеосвящение, священство и венчание) стал первым формальным перечнем такого рода в католицизме. Автор «Сентенций» даёт трёхчастное определение таинства, состоящего из собственно таинства (sacramentum tantum), таинства и обозначаемой им вещи (sacramentum et res), и обозначаемой вещи (res tantum).
Широкую популярность «Сентенции» приобрели в начале XIII века. В системе обучения богословию двухлетний лекционный курс по ним был необходим для получения звания baccalaureus sententiarius, предшествовавшего магистерскому. Трактат Петра Ломбардского, именовавшегося также просто «Магистром сентенций», является наиболее важным учебником систематического богословия. Одним из первых использовать «Сентенции» в учебной программе, вместо непосредственно книг Библии, стал Александр Гэльский (ум. 1245), установивший тем самым академический прецедент. Формальным основанием для это стало объявление труда Ломбардца источником ортодоксального учения Четвёртым Латеранским собором в 1215 году.
Немецкий специалист по истории схоластики Мартин Грабман достаточно низко оценивает достоинства «Сентенций». По его мнению, De sacramentis Гуго Сен-Викторского отличаются большей систематичностью и цельностью изложения, тогда как Ломбардец не идёт дальше классификации отдельных утверждений. Успех «Сентенций» Грабман приписывает «счастливому стечению исторических обстоятельств». После выхода монументального исследования Марши Колиш (Marcia L. Colish, 1993) получил обоснование более положительный взгляд на magnum opus Ломбардца. По мнению немецкого философа Филиппа Роземанна, убедительно показать превосходство «Сентенций» над конкурентами ей не удалось, но её исследование стимулировало интерес к данной проблематике.